# Saint-Pierre (Basso Reno)
Saint-Pierre è un comune francese di 598 abitanti situato nel dipartimento del Basso Reno nella regione del Grand Est.

## Storia

### Simboli
La chiave è attributo di san Pietro. Lo stemma è l'immagine speculare di un emblema più antico.

## Società

### Evoluzione demografica
Abitanti censiti